# Seydlitz (1939)
«Зейдліц» — важкий крейсер типу «Адмірал Гіппер», збудованим напередодні початку Другої світової війни для Крігсмаріне Третього Райху. Через початок війни не був добудований і прийнятий до Крігсмаріне. Проєкт його перебудови на авіаносець не був реалізований.

## Історія

Спуск крейсера на воду

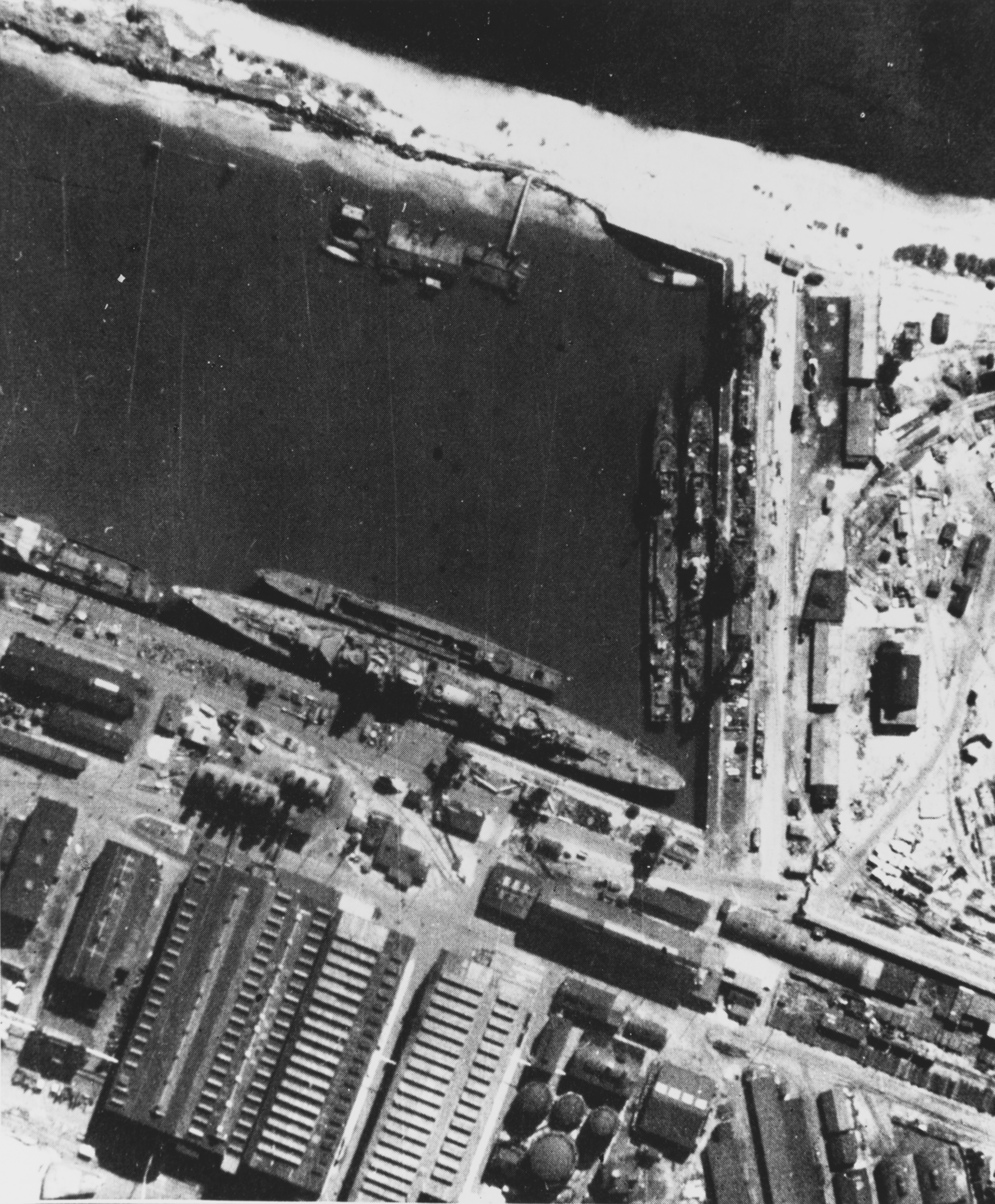
«Seydlitz» у травні 1942 серед есмінців. Бремен

На бременській корабельні проєкт крейсера «К» мав номер 940. На початок війни його готовність складала понад 90 %, але через необхідність будувати підводні човни завершення крейсера було заморожене. СРСР намагались купити крім крейсера «Lützow» ще й «Seydlitz», але їм було відмовлено.
У серпні 1942 було вирішено перебудувати крейсер на авіаносець, для чого необхідно було зрізати усі надбудови, зняти озброєння. Башти головного калібру з 203-мм гарматами використали у батареях берегової охорони Франції. У Іль-де-Ре на батареї «Karola» 4./батальйону 282 морської артилерії встановили башти «Anton», «Dora». У Ґруа на батареї «Seydlitz» 5./батальйону 264 морської артилерії башти «Bruno», «Cäsar». На початок 1943 на кораблі ще стояли димові труби, і декотрі надбудови. 26 січня 1943 Гітлер розпорядився вивести з служби усі великі військові кораблі і припинити усі роботи над кораблями.
У березні 1943 корабель перевели з Бремена до Кіля і Кьонігсбергу, де він з квітня 1943 по грудень 1945 був плавучою казармою. Через неминуче падіння Кьонігсбергу 10 квітня 1945 його підірвали на місці стоянки.
Корпус крейсера підняли 1946, присвоїли ім'я «Ленінград» і розглядали можливість його добудови чи використання при будівництві однотипного крейсера «Петропавловськ»(«Lützow»). 10 березня 1947 його включили до списків флоту, а 9 квітня 1947 викреслили і віддали на порізку.